# دين الله (كتاب)
دين الله (دینِ الٰہی) كتاب لرياض أحمد جوهر شاهي مؤسس الحركة الدولية الروحية انجمن سرفروشان الإسلام. صدر عام 2000، وعند تواجد المؤلف في الولايات المتحدة الأمريكية. الطبعة الأولى من هذا الكتاب صدرة في عام 2000 من قبل منظمة الروحي لجميع الأديان في أمريكا. هذا الكتاب مركز على الروحانية ولقد وصف الكاتب وسيلة لتوضيح الامور الأساسية للجسم الإنسان عن طريق الروحانية. والكتاب مكتوب بلغة بسيطة اردو والتي ترجمت في العديد من اللغات الأخرى بما فيها الإنكليزية والعربية والسندية والهندية والفرنسية والالمانيه.
بسبب الدعاية ضد جوهر شاهي حكومة باكستان وضع عصابة على كتابه "دين الله"، الذي طعن الحركة الدولية الروحية انجمن سرفروشان الإسلام في المحكمة العليا لباكستان.